# Neumarkt w Dreźnie
Drezdeński Neumarkt – plac tworzący centrum starego miasta oraz ważna część drezdeńskiego śródmieścia. Podczas II wojny światowej został prawie całkowicie zniszczony wskutek alianckiego nalotu. Pod sowiecką okupacją, a później w czasach NRD, część placu zabudowano w stylu socrealistycznym, odtworzono i wyremontowano także kilka historycznych obiektów, jednak większość placu pozostała niezabudowana. Po upadku komunizmu i zjednoczeniu Niemiec podjęto decyzję o przywróceniu Neumarkt do stanu przedwojennego.
Ukończenie rekonstrukcji Frauenkirche w 2005 było ku temu pierwszym krokiem. Od tego czasu odbudowano też I, II, III, IV i V kwartał zabudowy. Obecnie trwają prace nad przednią częścią VIII kwartału. W niedalekiej przyszłości ma być też odbudowany VI i VII kwartał zabudowy.